# Бассейн Мирабилис
Бассе́йн Мира́билис (лат. Piscina Mirabilis — удивительный бассейн) — крупнейшая сохранившаяся древнеримская цистерна в Италии. Расположена в коммуне Баколи, близ античного Мизена, регион Кампания.

## Описание
Цистерна представляет собой прямоугольное углубление, выполненное в вулканическом туфе. Размеры цистерны — 72 м в длину, 27 м в ширину и 11,4 м в глубину; объём — 12 600 куб. м. Стены выложены сетчатой кладкой (opus reticolatum). Цистерна имеет сводчатое перекрытие из терракоты (opus signinum), которое держится на 48 столбах, расположенных в четыре ряда. Объём воды — 0,0000126 км³.
В цистерну ведут два лестничных спуска — с южной и с северной стороны. В центральном поперечном проходе пол на 1,1 м ниже общего уровня — вероятно, эта часть использовалась как уловитель мусора при очистке цистерны (piscina limaria).

## История

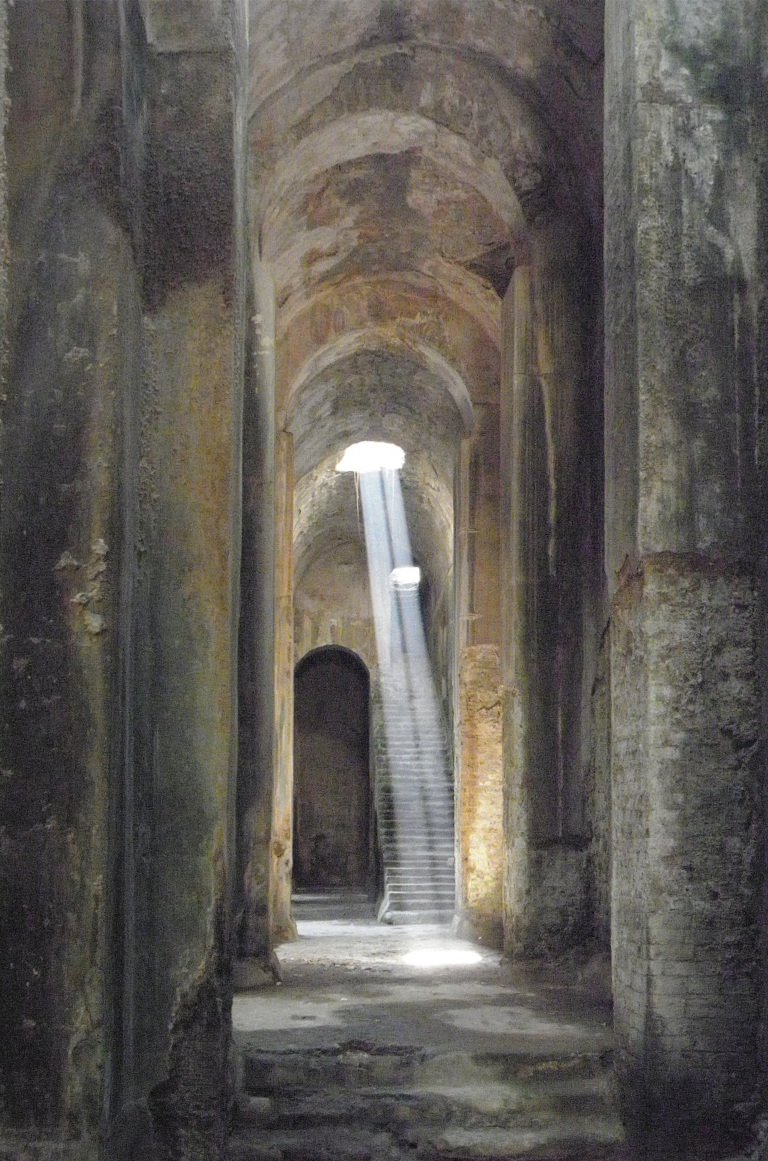

Цистерна была построена во второй половине I в. до н. э. Она служила терминальным водосборником акведука Серино (Аква Августа), который снабжал регион Неаполя и Флегрейских полей водой из предгорий Аппенин. Принято считать, что цистерна обеспечивала водой Мизенский флот, база которого располагалась поблизости.
Название Piscina Mirabilis появилось лишь XVIII веке и отражает восхищение, которое у любителей древности вызывали размеры и пропорции сооружения.
В эпоху Гран-тура Piscina Mirabilis стала популярной у туристов достопримечательностью, о чём свидетельствуют многочисленные граффити на внутренних стенах. Среди посетителей числятся Моцарт, Гёте, Дюма.
В 1910-30-х гг. проводились реставрационные работы, связанные, в первую очередь, с укреплением стен и сводов.
Сегодня цистерна находится в частной собственности, но, тем не менее, доступна для посещения по предварительной договорённости.